# جون الكسندر ويلكينسون
جون الكسندر ويلكينسون هو قاضي وسياسي كندي، ولد في 14 سبتمبر 1789، وتوفي في 17 سبتمبر 1862.